# See You
„See You” este al patrulea single lansat de formația Depeche Mode în Regatul Unit. A apărut la data de 29 ianuarie 1982 și a fost inclus mai târziu pe al doilea album de studio al trupei, A Broken Frame. După apariția acestui single, trupa a pornit într-un mic turneu mondial, din care a făcut parte și noul membru, Alan Wilder, deși acesta nu a avut nicio contribuție la înregistrarea cântecului sau a albumului. Există două versiuni pentru See You, versiunea apărută pe single, și una există, cu un intro mai lung. Aceasta din urmă a devenit versiunea de album.
Fața B a single-ului este „Now, This Is Fun”. Versiunea există a acestui cântec are o pauză mai mare la mijloc și un final prelungit în care David Gahan cântă câteodată „This is funny!” în loc de „This is real fun!”.
Videoclipul melodiei „See You” este regizat de Julien Temple. Este primul videoclip al trupei în care apare și Alan Wilder. El poate fi văzut pentru câteva momente cântând la clape și de asemenea apare în câteva fotografii. La începutul videoclipului apare o portavoce asemănătoare cu cea de pe coperta albumului Music for the Masses care avea să fie lansat cinci ani mai târziu. Videoclipul nu a apărut în compilația video Some Great Videos, lansată în anul 1985 și în care au apărut toate clipurile trupei până în acel an, mai puțin cele de pe albumul A Broken Frame și cel al single-ului "Get the Balance Right".

## Lista de melodii
7": Mute / 7Mute18 (UK)
1. "See You" – 3:55
2. "Now, This Is Fun" – 3:23

12": Mute / 12Mute18 (UK)
1. "See You (Extended Version)" – 4:50
2. "Now, This is Fun (Extended Version)" – 4:45

CD: Mute / CDMute18 (UK)1
1. "See You (Extended Version)" – 4:50
2. "Now, This Is Fun" – 3:23
3. "Now, This Is Fun (Extended Version)" – 4:45

12": Sire / Sire 29957-0 (US)
1. "See You (Extended Version)" – 4:50
2. "Now, This is Fun (Extended Version)" – 4:45
3. "The Meaning of Love (Fairly Odd Mix)" – 4:59
4. "See You" – 3:55

Note
- 1:CD lansat în 1991.
- Toate cântecele au fost compuse de Martin Gore.

## Performanțele din clasamente
| Clasamentul (1982) | Poziția maximă |
| ------------------ | -------------- |
| UK                 | 6              |
| Olanda             | 49             |
| Germania           | 44             |
| Irlanda            | 9              |